# Eudiplister peyroni
Eudiplister peyroni är en skalbaggsart som först beskrevs av Sylvain Auguste de Marseul 1857.  Eudiplister peyroni ingår i släktet Eudiplister och familjen stumpbaggar. Inga underarter finns listade i Catalogue of Life.